# Гифорд (Илиноис)
Гифорд (енгл. Gifford) град је у америчкој савезној држави Илиноис.

## Демографија
По попису из 2010. године број становника је 975, што је 160 (19,6%) становника више него 2000. године.
| Група             | 2000.       | 2010.       |
| Белци             | 797 (97,8%) | 949 (97,3%) |
| Афроамериканци    | 8 (1,0%)    | 4 (0,4%)    |
| Азијати           | 4 (0,5%)    | 3 (0,3%)    |
| Хиспаноамериканци | 3 (0,4%)    | 16 (1,6%)   |
| Укупно            | 815         | 975         |